# Ризвич, Хасан
Хасан Ризвич (словен. Hasan Rizvić; род. 18 января 1984, Зеница, Югославия) — словенский профессиональный баскетболист, играет на позиции центрового. Выступает за баскетбольный клуб «Шенчур».

## Карьера
Ризвич начал свою карьеру в боснийском клубе Челик. Когда Хасану было 18 лет, он переехал в Словению, где он провел 6 сезонов. Позже он получил словенское гражданство и начал играть за молодёжные сборные страны.
В 2008 году перешёл в украинский «Азовмаш», в котором выступал 2010 года.
В июле 2010 года стал игроком казанского клуба УНИКС, набирая за сезон 2010/2011 4,3 очка и 2,9 подбора.
В 2011 году Ризвич вернулся в «Азовмаш», подписав контракт на два года. Но в декабре 2011 года игрок и клуб расторгли контракт по обоюдному согласию сторон.
В августе 2012 года, Хасан подписал однолетнее соглашение с красноярским «Енисеем». В 18 матчах Единой лиги ВТБ Ризвич набирал в среднем 6,8 очка и 3,4 подбора.
В 2013 году стал игроком волгоградского клуба «Красный Октябрь», получившего уайлд-кард для выступления в Единой лиге ВТБ. 17 декабря 2013 года, Ризвич покинул клуб, проведя в его составе 6 игр, набирая в среднем 5,7 очка, 2,0 подбора и 0,7 передачи. 20 декабря 2013 года, подписал контракт с турецким клубом «Университет Памуккале» до окончания сезона 2013/2014.
В октябре 2014 года, подписал контракт с испанским клубом «Манреса».

## Достижения

### Клубные
- Обладатель Кубка Европы: 2010/2011
- Чемпион Украины: 2008/2009, 2009/2010
- Чемпион Словении: 2005/2006
- Чемпион Черногории: 2011/2012
- Обладатель Кубка Словении: 2003/2004, 2005/2006, 2007/2008
- Обладатель Кубка Украины: 2008/2009
- Обладатель Кубка Черногории: 2011/2012
- Обладатель Суперкубка Словении: 2005

### В составе сборной Словении
- Победитель чемпионата Европы (до 20 лет): 2005